# Мика Шпиљак
Мика Шпиљак (Одра, код Сиска, 28. новембар 1916 — Загреб, 18. мај 2007) био је учесник Народноослободилачке борбе, друштвено-политички радник СФРЈ и СР Хрватске, јунак социјалистичког рада и народни херој Југославије. Обављао је дужност председника Савезног извршног већа (СИВ) од 16. маја 1967. до 18. маја 1969. У периоду од 15. маја 1983. до 15. маја 1984. године обављао је функцију председника Председништва СФРЈ.

## Биографија
Рођен је 28. новембра 1916. године у Одри, првом селу до Сиска, на путу према Загребу. Потиче из сиромашне породице, Микин отац Драгутин, био је железничар. Мика је у Сиску завршио обућарски занат.
У додиру са старијим занатским и индустријским радницима, који су се окупљали у синдикатима, и с револуционарном омладином, који су били чланови Савеза комунистичке омладине Југославије (СКОЈ), упознао се са револуционарним радничким покретом. Као седамнаестогодишњи млади радник, 1933. године, започиње са активним радом у синдикатима, учествује у штрајковима и демонстрацијама. Године 1935. постаје члан СКОЈ-а, а 1938. и Комунистичке партије Југославије (КПЈ).
Мика се поред активности у СКОЈ-у, истовремено политички ангажовао и у „Сељачкој слози“ у родној Одри. Године 1939. постао је члан Месног, а затим и Окружног комитета КПХ за Сисак. Учествовао је, 1940. године, на Шестој земаљској конференцији СКОЈ-а и изабран за члана Централног комитета СКОЈ-а и Покрајинског комитета СКОЈ-а за Хрватску.

### Народноослободилачка борба
Након окупације Краљевине Југославије, априла 1941. године, Мика је био један од организатора устанка у Сисачком крају. Кад је 22. јуна 1941. године нацистичка Немачка напала Совјетски Савез, Мика је био у првој групи комуниста који су изишли из града, прво у Жабно, село недалеко Одре, а потом и у шуму Брезовицу, где су основали Сисачки партизански одред, први партизански одред у Хрватској.
Одржавао је везу између Одреда и руководства у Загребу. Војничку „каријеру“ започео је, 18. јула 1941. године, као борац и политички делегат вода, али је крајем 1941. опет се налазио на партијској дужности у Месном комитету КП Хрватске за Сисак. Од пролећа до јесени 1942. године Мика је био политички комесар Шестог банијског партизанског батаљона.
Октобра 1942. године вратио се поново на партијски рад. Прво је био секретар Месног комитета КПЈ за Велику Горицу, затим секретар ОК СКОЈ-а за Покупље, па секретар ОК СКОЈ-а за загребачку област. У фебруару 1944. године, по одлуци ЦК КПХ и ЦК СКОЈ-а, Мика је постављен за секретара Покрајинског комитета СКОЈ-а за Хрватску. Због политичких проблема који су се јавили у Покупљу, ЦК КПХ октобра 1944. године поставља Мику за секретара ОК КПХ за Покупље, на тој дужности остаје до краја рата.
Одлуком ЦК КПХ, марта 1945. године, два месеца пред ослобођење Загреба, постављен на функцију секретара Градског комитета КПХ за Загреб и добио задатак да припреми екипу за ослобођени град.

### Послератна каријера
Након ослобођења Југославије, Мика је био секретар Народног фронта за град Загреб, а од 1949. до 1950. године и градоначелник града Загреба. Велики утицај на живот главног града Хрватске омогућио му је и успон у политичким структурама Народне Републике Хрватске, тако да је од 1951. до 1958. године радио у Извршном комитету Централног комитета Савеза комуниста Хрватске, а од 1963. до 1967. године био председник Извршног већа Сабора СР Хрватске, то јест тадашње хрватске владе. У том је својству учествовао и на припремама за Брионски пленум ЦК СКЈ (одржан 1. јула 1966. године), на којем је смењен Александар Ранковић.
Након смене Александра Ранковића, одлази у Београд, где обавља низ савезних функција. У Београду је најпре обављао дужност председника Савезног извршног већа (СИВ), то јест савезне владе. Ту функцију је преузео 16. маја 1967. и на њој остао до 18. маја 1969. године. Године 1968. одлази у посету Ватикану, где припрема терен за Титову посету Ватикану 1971. године, где га је примио папа Павле VI. Као председник Већа народа Скупштине СФРЈ свечано је прогласио и потписао Устав СФРЈ из 1974. године (21. фебруара). Крајем 1970-их преузима важну функцију председника Већа Савеза синдиката Југославије.
У време економске кризе у СФРЈ, 1982. године улази у Председништво Централног комитета Савеза комуниста Хрватске, а ускоро, након смрти Владимира Бакарића (1983), улази и у Председништво СФРЈ. У то је време и члан Савета за заштиту уставног поретка. Као председник Председништва СФРЈ, 1984. године у Сарајеву изговорио је и реченицу: „Проглашавам да су 14. зимске олимпијске игре у Сарајеву отворене!“
Био је члан Савезне конференције ССРН Југославије и члан Савета федерације. У више мандатна биран је за посланика Хрватског сабора и Савезне скупштине. Имао је чин пуковника ЈНА у резерви.
Умро је 18. маја 2007. године у Загребу. Сахрањен је на загребачком гробљу Мирогој.

## Одликовања
Носилац је Партизанске споменице 1941. и других страних и југословенских одликовања, међу којима су — Орден јунака социјалистичког рада, Орден народног ослобођења, Орден заслуга за народ са златном звездом, Орден братства и јединства са златним венцем и Орден за храброст. Орденом народног хероја одликован је 29. новембра 1953. године.

## Фото галерија
- У Скупштини СФРЈ, 1983. године
- Гроб породице Шпиљак на Мирогоју

## Видите још
- Савезна влада Мике Шпиљка